# Koningin van alle mensen
Koningin van alle mensen was een alternatief koningslied van een groep Nederlandse artiesten, ter gelegenheid van de troonswisseling op 30 april 2013 en het daarbij behorende afscheid van koningin Beatrix. Het initiatief kwam van Albert Verlinde en Winston Gerschtanowitz.
Het lied werd geschreven door producentenduo Fluitsma & Van Tijn op de melodie van 15 miljoen mensen. 

## Meewerkende artiesten
- Najib Amhali
- Willeke Alberti
- Frans Bauer
- Jeroen van der Boom
- Xander de Buisonjé
- Pia Douwes
- Tim Douwsma
- Edwin Evers
- Danny Froger
- René Froger
- Winston Gerschtanowitz
- Josje Huisman
- Wolter Kroes
- Lieke van Lexmond
- Ralf Mackenbach
- Danny de Munk
- Sandra Reemer
- Albert Verlinde

Ook Monique Smit zou meedoen, maar die was op de dag van de opname ziek.

## Gegevens
- Het lied werd op 9 april 2013 ingezongen.
- Sinds 16 april 2013 is het lied te downloaden via iTunes.
- De opbrengst van het nummer ging naar het Prinses Beatrix Spierfonds.
- Winston Gerschtanowitz en Albert Verlinde kregen op 3 mei 2013 een gouden plaat voor Koningin van alle mensen in RTL Boulevard, het showbizzprogramma van Verlinde.

## Trivia
- Willeke Alberti, Edwin Evers en René en Danny Froger werkten mee aan zowel Het Koningslied als aan Koningin van alle mensen.

## Hitnoteringen

### Nederlandse Top 40
| Hitnotering: 27-04-2013 t/m 11-05-2013 | Hitnotering: 27-04-2013 t/m 11-05-2013 | Hitnotering: 27-04-2013 t/m 11-05-2013 | Hitnotering: 27-04-2013 t/m 11-05-2013 | Hitnotering: 27-04-2013 t/m 11-05-2013 |
| Week:                                  | 1                                      | 2                                      | 3                                      |                                        |
| -------------------------------------- | -------------------------------------- | -------------------------------------- | -------------------------------------- | -------------------------------------- |
| Positie:                               | 6                                      | 6                                      | 17                                     | uit                                    |

### Nederlandse Single Top 100
| Hitnotering: 20-04-2013 t/m 11-05-2013 | Hitnotering: 20-04-2013 t/m 11-05-2013 | Hitnotering: 20-04-2013 t/m 11-05-2013 | Hitnotering: 20-04-2013 t/m 11-05-2013 | Hitnotering: 20-04-2013 t/m 11-05-2013 | Hitnotering: 20-04-2013 t/m 11-05-2013 |
| Week:                                  | 1                                      | 2                                      | 3                                      | 4                                      |                                        |
| -------------------------------------- | -------------------------------------- | -------------------------------------- | -------------------------------------- | -------------------------------------- | -------------------------------------- |
| Positie:                               | 1                                      | 4                                      | 8                                      | 88                                     | uit                                    |